# Rhinogobius longyanensis
Rhinogobius longyanensis är en fiskart som beskrevs av Chen, Cheng och Shao 2008. Rhinogobius longyanensis ingår i släktet Rhinogobius och familjen smörbultsfiskar. Inga underarter finns listade i Catalogue of Life.